# Liste der Biografien/Preo
Liste der Biografien |
Portal Biografien |
Personensuche
# |
A |
B |
C |
D |
E |
F |
G |
H |
I |
J |
K |
L |
M |
N |
O |
P |
Q |
R |
S |
T |
U |
V |
W |
X |
Y |
Z |
?
 
Pa |
Pc |
Pe |
Pf |
Ph |
Pi |
Pj |
Pk |
Pl |
Pm |
Pn |
Po |
Pr |
Ps |
Pt |
Pu |
Pv |
Pw |
Py
 
Pra |
Prc |
Pre |
Pri |
Prj |
Prk |
Prl |
Pro |
Prp |
Prs |
Prt |
Pru |
Prv |
Pry |
Prz
 
Prea |
Preb |
Prec |
Pred |
Pree |
Pref |
Preg |
Preh |
Prei |
Prej |
Prek |
Prel |
Prem |
Pren |
Preo |
Prep |
Prer |
Pres |
Pret |
Preu |
Prev |
Prew |
Prex |
Prey |
Prez
Die Liste der Biografien führt alle Personen auf, die in der deutschsprachigen Wikipedia einen Artikel haben. Dieses ist eine Teilliste mit 9 Einträgen von Personen, deren Namen mit den Buchstaben „Preo“ beginnt.

## Preo

### Preob
- Preobraschenska, Nina (* 1956), sowjetische Ruderin
- Preobraschenskaja, Olga Iossifowna (1871–1962), russische Tänzerin
- Preobraschenskaja, Olga Iwanowna (1881–1971), russische bzw. sowjetische Schauspielerin, Filmregisseurin, Drehbuchautorin und Hochschullehrerin
- Preobraschenski, Jewgeni Alexejewitsch (1886–1937), sowjetischer Revolutionär und PolitikerJewgeni Alexejewitsch Preobraschenski (1886–1937)

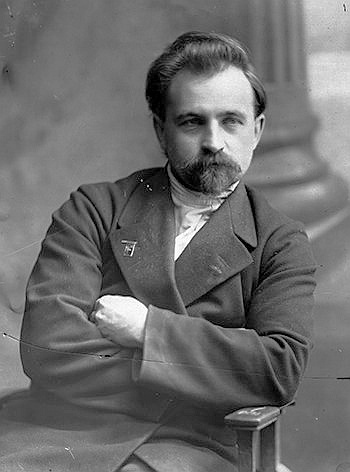
Jewgeni Alexejewitsch Preobraschenski (1886–1937)

- Preobraschenski, Kirill (* 1970), russischer Künstler
- Preobraschenski, Pawel Iwanowitsch (1874–1944), russischer Geologe und Hochschullehrer
- Preobraschenski, Wjatscheslaw (1951–2017), russischer Jazzmusiker (Saxophon)

### Preot
- Preoteasa, Grigore (1915–1957), rumänischer Journalist, Politiker und kommunistischer Aktivist
- Preoteasa, Petre (* 1930), rumänischer Politiker (PCR)